# Oulad M'Hammed
Oulad M'Hammed est une ville de province de Taourirt, dans la région orientale du Maroc.